# Marcello Trotta
Marcello Trotta (Santa Maria Capua Vetere, 29 de septiembre de 1992) es un futbolista italiano que juega como delantero en el Sora Calcio 1907 de la Serie D de Italia.

## Clubes
| Club                             | País       | Año       | Partidos | Goles |
| -------------------------------- | ---------- | --------- | -------- | ----- |
| Fulham F. C.                     | Inglaterra | 2011-2015 | 3        | 0     |
| Wycombe Wanderers F. C. (cedido) | Inglaterra | 2011-2012 | 8        | 8     |
| Watford F. C. (cedido)           | Inglaterra | 2012      | 1        | 0     |
| Brentford F. C. (cedido)         | Inglaterra | 2012-2014 | 68       | 22    |
| Barnsley F. C. (cedido)          | Inglaterra | 2014-2015 | 7        | 1     |
| U. S. Avellino 1912              | Italia     | 2015-2016 | 41       | 17    |
| U. S. Sassuolo Calcio            | Italia     | 2016-2019 | 12       | 1     |
| F. C. Crotone (cedido)           | Italia     | 2016-2018 | 64       | 11    |
| Frosinone Calcio                 | Italia     | 2019-2021 | 25       | 3     |
| Ascoli Calcio 1898 FC (cedido)   | Italia     | 2020      | 17       | 6     |
| F. C. Famalicão (cedido)         | Portugal   | 2020-2021 | 7        | 1     |
| Cosenza Calcio (cedido)          | Italia     | 2021      | 18       | 1     |
| U. S. Triestina                  | Italia     | 2021-2022 | 33       | 6     |
| U. S. Avellino 1912              | Italia     | 2022-2023 | 34       | 6     |
| U. S. Pistoiese 1921             | Italia     | 2023      | 10       | 3     |
| Brindisi F. C.                   | Italia     | 2024      | 12       | 3     |
| S. S. Turris Calcio              | Italia     | 2024-2025 | 15       | 1     |
| Sora Calcio 1907                 | Italia     | 2025-     |          |       |